# Davina Michelle
Michelle Hoogendoorn, conocida por su nombre artístico  Davina Michelle (Róterdam, 12 de noviembre de 1995), es una cantante, productora, youtuber y compositora neerlandesa .

## Biografía
Davina Michelle ha conseguido doce éxitos en el Top 40 en los últimos cuatro años, tres de los cuales alcanzaron la posición número 1.
Su versión de la canción "Duurt te lang" alcanzó el puesto número 1 en el Top 40 holandés, el Mega Top 50 y el Single Top 100 holandés.
El 5 de septiembre de 2021, Hoogendoorn interpretó el himno nacional holandés antes del Gran Premio de los Países Bajos de 2021 en el Circuito Zandvoort, la primera carrera de Fórmula 1 que se celebra en el país desde 1985. Repitió su actuación para la ceremonia del podio después de que ganara el evento el piloto holandés Max Verstappen.
En 2022 participó de This Is Me película autobiográfica del músico holandés Armin van Buuren.
Con van Buuren interpretó las canciones: This Is What It Feels Like, Hold On y Como Baila, entre otras.

## Vida privada
Está en pareja con el Sebastiaan Brouwer.

## Álbumes
| Título           | Detalle                                          | Ranking | Ranking  | Certificación |
| Título           | Detalle                                          | NL      | BEL (FL) | Certificación |
| ---------------- | ------------------------------------------------ | ------- | -------- | ------------- |
| My Own World     | * Publicado: 21 de agosto de 2020 - Label: 8ball | 4       | 102      | - NVPI: Oro.  |
| Gold Plated Love | * Publicado: 20 de mayo de 2022 - Label: 8ball   | —       | 10       |               |